# 阿梅利亚 (拉斯佩齐亚省)
阿梅利亚（義大利語：Ameglia），是意大利拉斯佩齐亚省的一个市镇。总面积13平方公里，人口4568人，人口密度351.4人/平方公里（2009年）。ISTAT代码为011001。